# Кососимметричность
Кососимметри́чность (или антисимметричность по паре данных аргументов) — свойство математического объекта, являющегося функцией нескольких аргументов, менять знак (получать множитель −1) при перестановке каких-либо двух аргументов.
Например, некоторые квадратные матрицы кососимметричны (антисимметричны) по отношению к перестановке индексов (то есть транспонированию: AT=−A, или Aij=−Aji). Очевидно, диагональные элементы такой матрицы должны быть равны нулю.
Тензор ранга не менее двух может быть (а может и не быть) антисимметричным по каким-то парам своих индексов (каналов), или даже по всем.
Функция {\displaystyle f(x_{1},...,x_{n})} антисимметрична по паре аргументов {\displaystyle x_{i},\!x_{j},} если {\displaystyle f(x_{1},...,x_{i},...,x_{j},...,x_{n})=-f(x_{1},...,x_{j},...,x_{i},...,x_{n}).} Например, антисимметрична функция {\displaystyle f(x,y)=x-y.}
Бинарная операция кососимметрична, если её результат меняет знак при перестановке операндов. Примерами являются операция вычитания, операция векторного произведения, скобки Пуассона, коммутатор. Кососимметричной может быть и тернарная операция (например, смешанное произведение векторов кососимметрично по любой паре операндов).
Абсолютно кососимметричный объект меняет знак при перестановке любых двух аргументов (индексов). Некоторые объекты могут быть кососимметричны по одним парам индексов и не обладать кососимметричностью по другим парам.